# Casey Bahr
Walter Elliot Bahr, meglio conosciuto come Casey Bahr (Mount Holly, 20 settembre 1948), è un ex calciatore statunitense.

## Biografia
Casey Bahr nacque in una famiglia di sportivi: la madre Davies Ann era una campionessa di nuoto presso la Temple University mentre il padre Walter fu calciatore della nazionale statunitense. I fratelli, Matt e Chris, furono calciatori ma entrambi divennero giocatori di football americano, mentre la sorella, Davies Ann, fu ginnasta presso la Pennsylvania State University.

## Carriera

### Club
Formatosi nella selezione calcistica della United States Naval Academy, gioca in seguito con i Philadelphia Spartans nell'American Soccer League.
Nella stagione 1973 dai Philadelphia Atoms, militanti nella NASL. Con gli Atoms si aggiudicò il torneo, battendo in finale i Dallas Tornado.
Lasciati gli Atoms dopo una sola stagione, Bahr troverà ingaggio nel 1978 presso i Philadelphia Fever, militanti nel campionato indoor MISL.

### Nazionale
Con la nazionale olimpica di calcio degli Stati Uniti d'America partecipò al torneo di calcio della XX Olimpiade, ottenendo l'ultimo posto del Gruppo 1.

## Palmarès
- Campionato NASL: 1

Philadelphia Atoms:1973